# Poincaré (cratère)
Poincaré est un cratère lunaire situé sur la face cachée de la Lune. Poincaré est un immense cratère d'impact formant un large bassin dans lequel de nombreux impacts persèment le sol. Parmi ses nombreux cratères, le cratère Cailleux qui s'étend à la limite sud-ouest du cratère lunaire Poincaré. La surface du cratère Poincaré a une plus faible albédo que les terrains environnants, ce qui lui donne un aspect foncé.
En 1970, l'Union astronomique internationale lui a attribué le nom de Poincaré en l'honneur du mathématicien et physicien français Henri Poincaré (1854–1912).
Par convention, les cratères satellites sont identifiés sur les cartes lunaires en plaçant la lettre sur le côté du point central du cratère qui est le plus proche de Poincaré.
| Poincaré | Latitude | Longitude | Diamètre |
| -------- | -------- | --------- | -------- |
| C        | 54.4° S  | 169.0° E  | 20 km    |
| J        | 59.4° S  | 168.7° E  | 20 km    |
| Q        | 59.3° S  | 160.9° E  | 26 km    |
| R        | 60.2° S  | 155.0° E  | 52 km    |
| X        | 53.8° S  | 161.9° E  | 19 km    |
| Z        | 53.7° S  | 164.9° E  | 35 km    |